# تپه همایون
تپه همایون مربوط به سده ۷ - ۴ ق است و در شهرستان تربت حیدریه واقع شده و این اثر در تاریخ ۹ آذر ۱۳۸۹ با شمارهٔ ثبت ۲۹۵۳۰ به‌عنوان یکی از آثار ملی ایران به ثبت رسیده‌است.